# بازمهندسی فرایند کسب و کار
باز مهندسی فرایندهای کسب و کار (BPR): یک نگرش مدیریتی برای پیشرفت به وسیله‌ افزایش ‌کارایی‌‌‌‌ و‌ اثربخشی فرایندهای موجود در سازمان است.
تفکر بنیادین برای طراحی مجدد و اساسی فرایندهای کسب و کار، برای دست یافتن به اصلاحات چشم‌گیر در موارد حساس و سنجش همزمانِ کاراییِ پارامترهایی مانند هزینه‌ها، کیفیت، خدمات و سرعت سبب می‌شود.کخ فناوری 

## BPR چه چیزی نیست؟
1. اتوماسیون (Automation)
2. کوچک‌سازی شرکت (Downsizing)
3. برون‌سپاری (Outsourcing)

## تعریف فرایند
یک ترتیب مشخص است از فعالیت‌های کاری بر طبق زمان و مکان با شروع و خاتمه و نیز شناسایی ورودی‌ها و خروجی‌ها به صورت شفاف؛  در واقع یک ساختار برای اجرا.

## تعریف یک فرایند کسب و کار
یک گروه از کارهای مرتبط به هم، که منابع سازمانی را در جهت حمایت اهداف سازمان مورد استفاده قرار داده تا نتایج با گرایش مشتری فراهم شود.

## دلایل مهندسی مجدد
۱- مشتریان
- درخواست جدید
- نیاز به تغییر

۲- رقابت
- محلی
- جهانی

۳- تغییر
- تکنولوژی
- اولویت‌های مشتری

۴. بهبود برندینگ
- ارزش ویژه برند
- استفاده از فرصت ها

## دلایل عدم تمایل مهندسی مجدد سازمان‌ها
1. خشنودی از خود
2. مقاومت سیاسی
3. توسعه جدید
4. ترس از موارد ناشناخته و شکست

به‌ طور کلی عوامل مرتبط با موفقیت و شکست BPR عبارت‌اند از:
عوامل مرتبط با مدیریت تغییر، عوامل مرتبط با حمایت و پشتیبانی مدیریت،
عوامل مرتبط با ساختار سازمانی، 
عوامل مرتبط با مدیریت و برنامه‌ریزی پروژه، عوامل مرتبط با زیرساخت‌های فناوری اطلاعات.

## BPR پیشرفت چه چیزی را طلب می‌کند؟
- هزینه
- کیفیت
- خدمات
- سرعت

- نظارت
- عملکرد

## ویژگی‌های مهندسی مجدد
۱- ازIT به شدت بهره می‌برد
۲-مدیران به مربی تبدیل می‌شوند
۳- فرایندها ساده‌تر می‌شوند
۴- ساختارهای وظیفه‌ای از میان می‌روند
۵- باعث حذف بروکراسی می‌شود
۶- سازمان مسطح واقعی پدید می‌آید
۷-فعالیت‌ها فرایندگرا می‌شوند
۸- کارایی فرایند افزایش می‌یابد
۹- راندمان به شدت بهبود می‌یابد

## مراحل کلیدی پیاده‌سازی یک استراتژی BPR
1. انتخاب فرایندهای اصلی – تعیین تیم فرایند
2. درک فرایند جاری
3. توسعه و ارتباط برقرار کردن چشم انداز فرایند توسعه‌یافته
4. شناسایی طرح اجرایی
5. طرح اجرایی

## سیر تکاملی BPR
امواج پیشرفت فرایند کسب و کار

## نقش فناوری اطلاعات (IT) در پروژه‌های BPR
۱- نرم‌افزار BPR / ابزارها حمایت‌کننده مرحله توسعه پروژه‌های BPR
- مورد استفاده برای مدل‌سازی فرایندهای سازمان؛ تحلیل و طراحی مجدد
- گرفتن نیازمندی‌های IT (ابزارهای CASE نیازمندی‌های کاربر را می‌گیرد)
- بعضی موارد با تولید کد برای سیستم‌های جریان کار که

الف) خودکارسازی اجرای فرایندهای کسب و کار
ب) مستندات دیجیتالی و فرم‌ها و حرکت آن‌ها در مسیر اشخاص
۲-IT با شکل دادن و حمایت فرایندهای کسب و کار در حین مرحله توسعه
- خودکارسازی و افزایش سرعت فرایندها
- شکستن فرضیه‌های جهان فیزیکی
- تواناسازی هماهنگی
- تواناسازی یک بیشتر ایجاد و اشتراک اطلاعات / دانش

۳-IT بحرانی: هر نوع راه حل مبتنی بر IT که کمک‌کننده باشد
- گردش مستندات کاغذی فیزیکی (سیستم‌های جریان کار)
- گرفتن، گردش و تولید اطلاعات (TPS – EAI – ERP)
- ایجاد و مدیریت دانش (DST – Groupware – ERP)